# Davor Šuker
Davor Šuker (Osijek, 1. siječnja 1968.), bivši predsjednik Hrvatskog nogometnog saveza, član Uefinog izvršnog odbora, bivši hrvatski nogometni reprezentativac, najbolji strijelac hrvatske nogometne reprezentacije svih vremena. Igrajući na mjestu napadača, Šuker je bio globalno popularan i jedan od najboljih napadača svijeta 1990-ih godina.

## Igračka karijera

### Klupska karijera
Davor Šuker rodio se u Osijeku 1968. godine a njegova obitelj potječe iz Livna. Izdanak je osječke škole nogometa. Nogometnu karijeru je započeo 1984. godine u rodnom mu Osijeku, igrajući za prvoligaša NK Osijek gdje ostaje do 1989. godine. U Osijeku je odigrao 91 ligašku utakmicu i postigao 40 pogodaka. Nakon Osijeka odlazi u redove jačeg hrvatskog kluba, zagrebačkog NK Dinama. U Dinamu je do 1991. godine a onda odlazi u španjolsku Primeru, u FC Sevillu. U tom je gradu i klubu proveo sljedećih 5 godina i u tom razdoblju postao ikona kluba, zabivši 76 pogodaka u 153 nastupa. Prije europske smotre 1996. u Engleskoj kupio ga je Real Madrid. Tamo je Šuker osvojio naslov prvaka Španjolske 1997. godine, pa onda i Ligu prvaka 1998. godine. U Real Madridu je sveukupno u 106 nastupa zabio 49 pogodaka. Te iste godine dobitnik je nagrade za najboljeg sportaša godine u izboru Sportskih novosti, a dvostruki je dobitnik i najviše Državne nagrade za šport "Franjo Bučar" i kao pojedinac i kao član reprezentacije.
Završetkom španjolske epizode karijera mu je poprimila drugačiji oblik. Kako je već ušao u 30-e, počeo je brže mijenjati klubove. Tako je bio nakratko u Arsenalu (1999. – 2000.), pa je uslijedio West Ham United (2000. – 2001.), zatim TSV 1860 München (2001. – 2003.).

### Reprezentativna karijera

#### Jugoslavija
Šuker je nastupao za nogometnu reprezentaciju Jugoslavije 1991. godine, a odigrao je 2 utakmice i postigao 1 pogodak (igrao je protiv Turske, 1:1, u Izmiru, te protiv Færøerskih otoka, 7:0, u Beogradu). Prije toga bio je članom Jugoslavenske reprezentacije na Svjetskom prvenstvu 1990. godine u Italiji. Nastupao je u mlađim reprezentativnim kategorijama tadašnje države, a između ostalog i na završnicu Europskog U-21 prvenstva u Rusiji, 1990. godine gdje je jugoslavenska reprezentacija do 21 godine, izgubivši u finalu od domaćina, osvojila 2. mjesto, a Davor Šuker je proglašen najboljim igračem Prvenstva.

#### Hrvatska
Davor Šuker bio je članom, i jednim od najboljih igrača, hrvatske nogometne reprezentacije u vrijeme kada se ova tek pojavila na svjetskoj nogometnoj sceni i u periodu od šest godina (1992. – 1998.) skočila na FIFA-inoj ljstvici od 125. na 3. mjesto. Debitirao je u hrvatskom kockastom dresu protiv Rumunjske nogometne reprezentacije 1990. godine, u Zagrebu (2:0). U reprezentaciji je u 69 utakmica postigao rekordnih 45 pogodaka. Godine 1996. sudjeluje na Europskom nogometnom prvenstvu u Engleskoj gdje odlazi nakon postignutih rekordnih 12 zgoditaka u kvalifikacijama. Na prvenstvu postiže još 3 pogotka i bio je uvršten u Idealnu momčad. Godina 1998. pamti se po Svjetskom prvenstvu u Francuskoj gdje je sa 6 pogodaka u 7 utakmica bio jedan od najboljih reprezentativaca koji su odveli Hrvatsku do 3. mjesta na svijetu, dok je on sam dobio nagradu Zlatna kopačka koja se dodjeljuje najboljim strijelcima Svjetskog prvenstva, Srebrnu loptu za drugog najboljeg igrača Svjetskog prvenstva i Brončani trofej FIFA za treće mjesto u izboru igrača sezone prema glasovanju izbornika svih svjetskih reprezentacija.
Na Europsko nogometno prvenstvo 2000. godine Hrvatska se nije uspjela plasirati te Šuker nije otišao na to prvenstvo. Na Svjetsko prvenstvo u nogometu u Južnoj Koreji i Japanu 2002. godine putovao je s hrvatskom reprezentacijom, ali je odigrao tek 64 minute u porazu od Meksika, što mu je bio i posljednji nastup za hrvatsku izabranu vrstu.

## Nogometna akademija
Nakon okončanja karijere vodio je nogometnu akademiju, Davor Šuker Soccer Academy, u Zagrebu nekoliko godina.

## Nogometno-administrativna karijera
Godine 2010. ušao je u skupštinu HNS-a kao izaslanik Zagrebačkog nogometnog saveza (ZNS). U lipnju 2011. godine izabran je u UEFA-inu Nogometnu komisiju. 
Na Skupštini Hrvatskog nogometnog saveza 5. srpnja 2012. godine jednoglasno je izabran za predsjednika.
Od 24. ožujka 2015. godine Šuker je član Izvršnog odbora Uefe.

## Priznanja

### Individualna
- Srebrna kopačka (drugi najbolji strijelac) Fifinog svjetskog prvenstva igrača do 20 godina u Čileu 1987.[8]
- Najbolji igrač Uefina europskog prvenstva igrača do 21 godine u Rusiji 1990.[2][8]
- Najbolji strijelac Jugoslavenske lige u sezoni 1988./89. (18 zgoditaka).
- Zlatna kopačka Svjetskog nogometnog prvenstva u Francuskoj 1998.
- Srebrna lopta za drugog najboljeg igrača Svjetskog nogometnog prvenstva u Francuskoj 1998.
- Onze d'Or, bronca, 1998.
- FIFA-in igrač godine (3. mjesto), 1998.
- "Večernji list", Igrač godine: 1992., 1994., 1995., 1996., 1997., 1998.[11]
- Sportaš godine Sportskih novosti 1998.
- Dobitnik godišnje Državne nagrade za šport "Franjo Bučar", 1998.
- Zlatna lopta France Footballa ("Ballon d'Or") 2. mjesto, 1998.
- Uvršten na popis 125 najboljih nogometaša svih vremena.
- Uvršten na World Soccer magazinovu listu 100 najvećih igrača 20. stoljeća.[12]
- Uvršten u Idealnu momčad, EURO 1996.
- Uvršten u Idealnu momčad Svjetskog nogometnog prvenstva u Francuskoj 1998.
- SN Trofej Fair-play, 2001.
- Na UEFA-inu 50-godišnjicu od Hrvatske uvršten je u 52 Zlatna igrača za period 1953. – 2003.[13]
- U studenom 2008. godine proglašen je počasnim građaninom rodnoga Osijeka.[14]

### Klupska
Real Madrid
- La Liga (1): 1996./97.
- Španjolski superkup (1): 1997.
- UEFA Liga prvaka (1): 1997./98.
- Interkontinentalni kup (1): 1998.

### Reprezentativna
Jugoslavija
- Svjetsko juniorsko prvenstvo: Čile 1987.[8]
- Europsko prvenstvo do 21 godine: 1990.[8]

Hrvatska
- SP Francuska 1998. – bronca
- Kao član reprezentacije 1998. dobitnik je Državne nagrade za šport "Franjo Bučar"

## Zanimljivosti
- Nogometni portal FourFourTwo izabrao je Šukerove zgoditke protiv Danske (3. mjesto) i protiv Njemačke (7. mjesto) u top 10 najboljih zgoditaka s Eura 1996.[15]
- U sezoni 1996./97. bio je najbolji strijelac španjolskog prvaka Real Madrida i treći najbolji strijelac španjolskog prvenstva.[8]